# Surf en el Perú

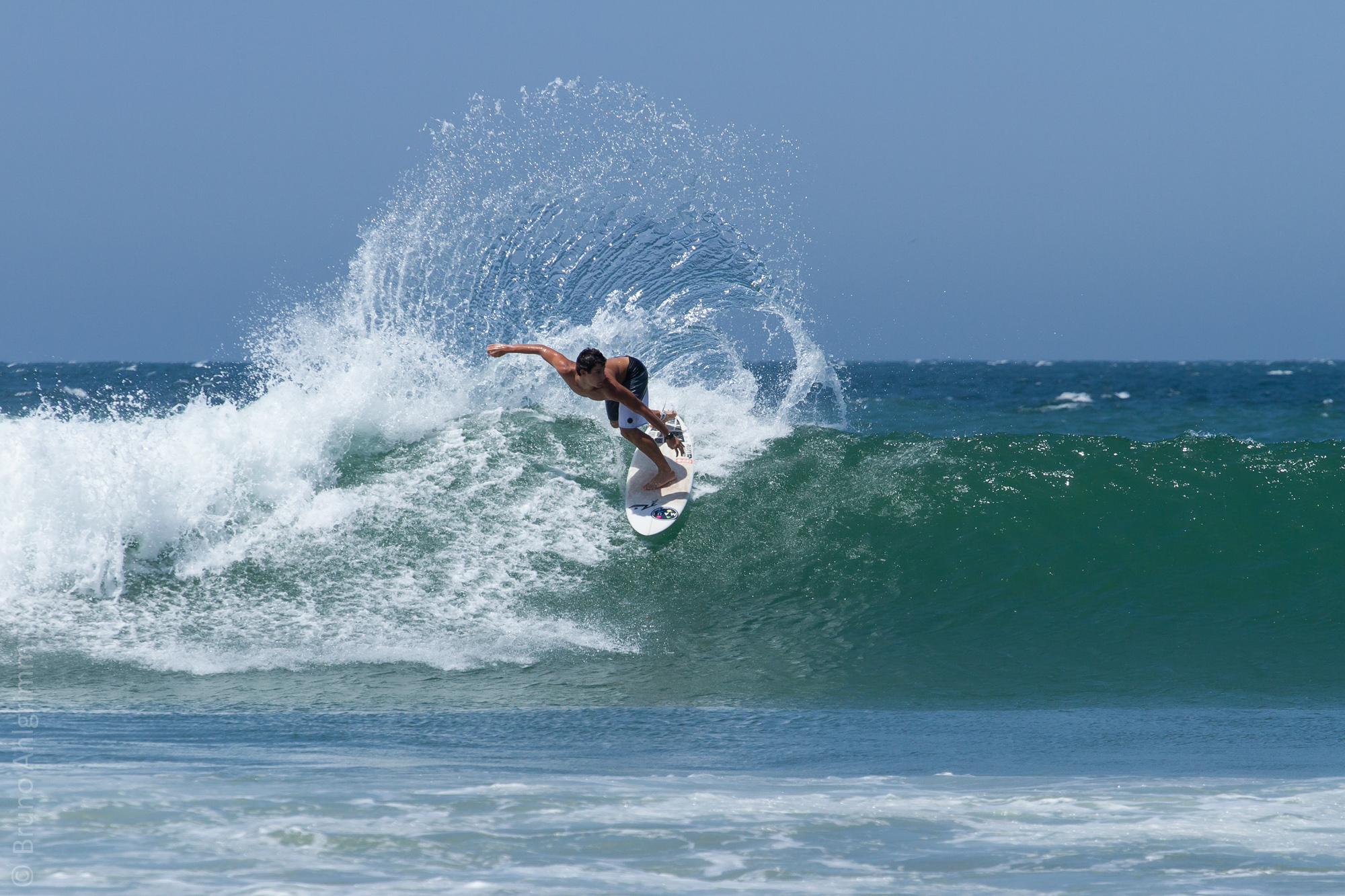
Surfer en la rompiente de ola de Máncora, norte de Piura

Aunque la cuna del surf moderno se asocia a las islas Hawái, en medio del Océano Pacífico, desde tiempos ancestrales los habitantes del territorio peruano han tratado de surcar las olas para poder pescar.
En la actualidad, el surf goza de mucha aceptación dentro de la sociedad peruana, merced de los triunfos de varios tablistas peruanos a lo largo de la historia (que incluye más de 30 títulos mundiales). Desde hace un tiempo, el surf dejó de convertirse en un deporte "de élite", para ganarse un espacio en el corazón de los peruanos, y también unas páginas en los periódicos, unos minutos en la radio, como el infaltable reporte diario del mar de Radio Doble Nueve y algunas entrevistas en la televisión. Incluso, desde hace un tiempo, cuenta con un espacio propio en televisión: Perú Surf, programa emitido a través de CMD, canal 3 de Movistar TV.
Todos los veranos, las playas peruanas, de norte a sur y viceversa, se llenan de niños, jóvenes, adultos e incluso de mascotas, practicando el surf. Durante el invierno, las academias de surf hacen su aparición preparando a nuevos tablistas para el próximo verano.
El surf suma adeptos día a día entre la comunidad peruana, y el Perú se ha convertido en punto obligado de travesía para distintos tablistas de todo el mundo. Perú es el segundo país más importante en la región en este deporte, solo superado por Brasil.
Los talleres de surf han aumentado su número en la actualidad, cerca a las playas o en las grandes ciudades, en muchos lugares talleres artesanos o industrializados se están abriendo paso en un mercado que cada día se vuelve más competitivo. Las tablas, cuyo precio antes no bajaba de los 300 dólares, pueden ser compradas actualmente hasta por 50 dólares..

## Antecedentes: Época Pre-inca
Los orígenes míticos del surf tiene dos versiones: una que indica sus comienzos en la Polinesia, y otra que indica el comienzo de este deporte en las costas del Norte peruano 1. Esta última versión se basa en las piezas de cerámica pre-incas de la cultura Mochica, que muestra (aparentemente) a un hombre sobre maderos, tratando de atravesar las olas. Estas piezas de cerámica se encuentran en los principales museos del Perú.
Aunque esta última es una de las versiones más difundidas, ninguna de las dos versiones han podido ser confirmadas. Pero la expedición del explorador noruego Thor Heyerdahl confirmó que hubo contacto en entre los antiguos peruanos y los pobladores de Polinesia. Por esto no es raro que la historia del surf esté conectada con el Perú y la Polinesia.
Lo que sí es realidad es que hasta el día de hoy se puede apreciar en playas del Norte peruano a los famosos caballitos de totora, como por ejemplo, en las playas de Chiclayo. Dichos "caballitos" son pequeñas embarcaciones hechas de un material muy similar al que Heyerdahl usó para construir el Kon-tiki. La forma de los caballitos de totora se parece un poco a la forma de una tabla de surf. Los pescadores los usan para la pesca artesanal por su fácil manejo.

## Historia

### Primeras épocas del surf moderno
La primera incursión importante de "la tabla" (nombre con el cual también se denomina este deporte) en playas peruanas fue en la años treinta, cuando Carlos Dogny fue invitado a Hawái para un torneo de polo. Estando por esas islas es que conoció a Duke Kahanamoku, fundador del surf moderno, quien le enseñó las rudimentarias técnicas de dominar las olas.
Cuando acontece la Segunda Guerra Mundial, Dogny tuvo que regresar a Lima. En 1942 funda el Club Waikiki 2, aunque empezó siendo solo esteras frente al mar, era el primer club para la práctica exclusiva del surf en el Perú. Hoy en día, el Waikiki es uno de los más famosos y exclusivos clubes limeños.
El primer Campeonato Nacional de Tabla en el Perú se realizó en 1950. Desde ese entonces hasta la fecha ya son más de 30 versiones del torneo.

### Primer campeonato mundial
Durante muchos años, el surf fue un deporte que no conocía otro ambiente que las playas miraflorinas, barranquinas y chorrillanas. Los chicos y chicas que practicaban este deporte eran muchachos de las familias más acomodadas de la Lima antigua, que utilizaban al surf como un escape de su rutina escolar o universitaria.
Sin embargo, en 1965, esta imagen cambió dramáticamente. Ese año se realizó el  Primer Campeonato Mundial (oficial) de Surf, cuya sede fue en la playa Punta Rocas, en el Perú. El ganador de esa competencia fue Felipe Pomar, un tablista peruano asiduo concurrente de las playas miraflorinas. Mientras la alta sociedad limeña, presente en el evento casi por obligación, vitoreaba al campeón; los chicos y chicas de todas las clases sociales empezaron a ver el surf como una oportunidad de sobresalir.

### Evolución
Desde el campeonato ganado por Pomar, el surf empezó a extenderse a otras latitudes de Lima y del Perú. Es así como en los años setenta llega al balneario de Ancón, al Norte de Lima, y en los años ochenta llega los Balnearios del Sur, como San Bartolo o Punta Hermosa. En esas dos décadas, el surf no solo salió de la Costa Verde,y las playas cercanas a Lima, sino que se extendió a otras playas del Perú, llegando a La Libertad, Lambayeque o Piura. Las olas peruanas eran dominadas por intrépidos jóvenes, como Magoo de la Rosa, distintos a los tablistas de los primeros años, estos nuevos jóvenes miraban al mar como un amigo y no como un obstáculo a vencer.
Durante los años noventa, el surf sufrió un importante despegue: la creación de la Asociación Latinoamericana de Surf, conocida por sus siglas ALAS. Esta asociación sirvió de importante vitrina para la nueva hornada de tablistas peruanos.
Los Campeonatos Panamericanos de la ALAS ayudó a que la tabla peruana para su despegue definitivo en el ámbito internacional. Por el mismo tiempo, los Campeonatos Sudamericanos, ampliamente dominados por Brasil, empezó a ser una nueva muestra para las delegaciones peruanas, que de a pocos iban conquistando algunas fechas de ambas competiciones.

### Actualidad
En el 2004, Sofía Mulánovich fue el segundo representante peruano en alcanzar el título de un Campeonato Mundial, categoría Open. Tal como había ocurrido con Felipe Pomar en 1965, Mulánovich devolvía al Perú a las primeras páginas del surf mundial.
Pero no fue la única peruana ganadora, Analí Gómez se convirtió en la campeona latinoamericana, categoría open; en el 2007 consiguió el subcampeonato mundial en la categoría juvenil, siendo la primera tablista peruana en alcanzar dicho logro. Pero esto era solo el comienzo: una larga lista de peruanos campeones en torneos sudamericanos y panamericanos se les unieron, incluidos nombres como Matías Mulánovich, hermano de Sofía, Javier Swayne, Manuel Roncalla, Gabriel Villarán, Sebastián Alarcón, etc. 
Todo esto se vería repotenciado con la elección de las playas de Máncora, pequeña localidad costera en el departamento norteño de Piura, como sede de una de las fechas del Circuito Profesional en el 2007.
Hoy en día, el surf ha podido despegar en el Perú, lo practican chicos y chicas de diferentes clases sociales. Cuenta con el apoyo de muchos patrocinadores y se llevan a cabo muchos eventos internacionales en las playas peruanas.
En el año 2010, la selección peruana de Surf se proclamó campeona del mundo por equipos en el ISA World Surfing games.

## Zonas de surf

### Ley de Preservación de las Rompientes Apropiadas para la Práctica Deportiva
La ley de preservación de las rompientes apropiadas para la práctica deportiva o según su numeración ley n.° 27280, conocida simplemente como ley de rompientes, es la norma peruana que busca conservar las rompientes de ola en el país adecuadas para la práctica de los deportes acuáticos.  Fue aprobada por el Congreso de la República el 16 de mayo de 2000 y publicada en el diario oficial El Peruano el 7 de junio de 2000. A través del Decreto Supremo n. 015-2013-DE se aprobó el Reglamento de la Ley n. 27280, publicado en el El Peruano el 7 de diciembre del 2013.